# St. Kilian (Hemmersheim)

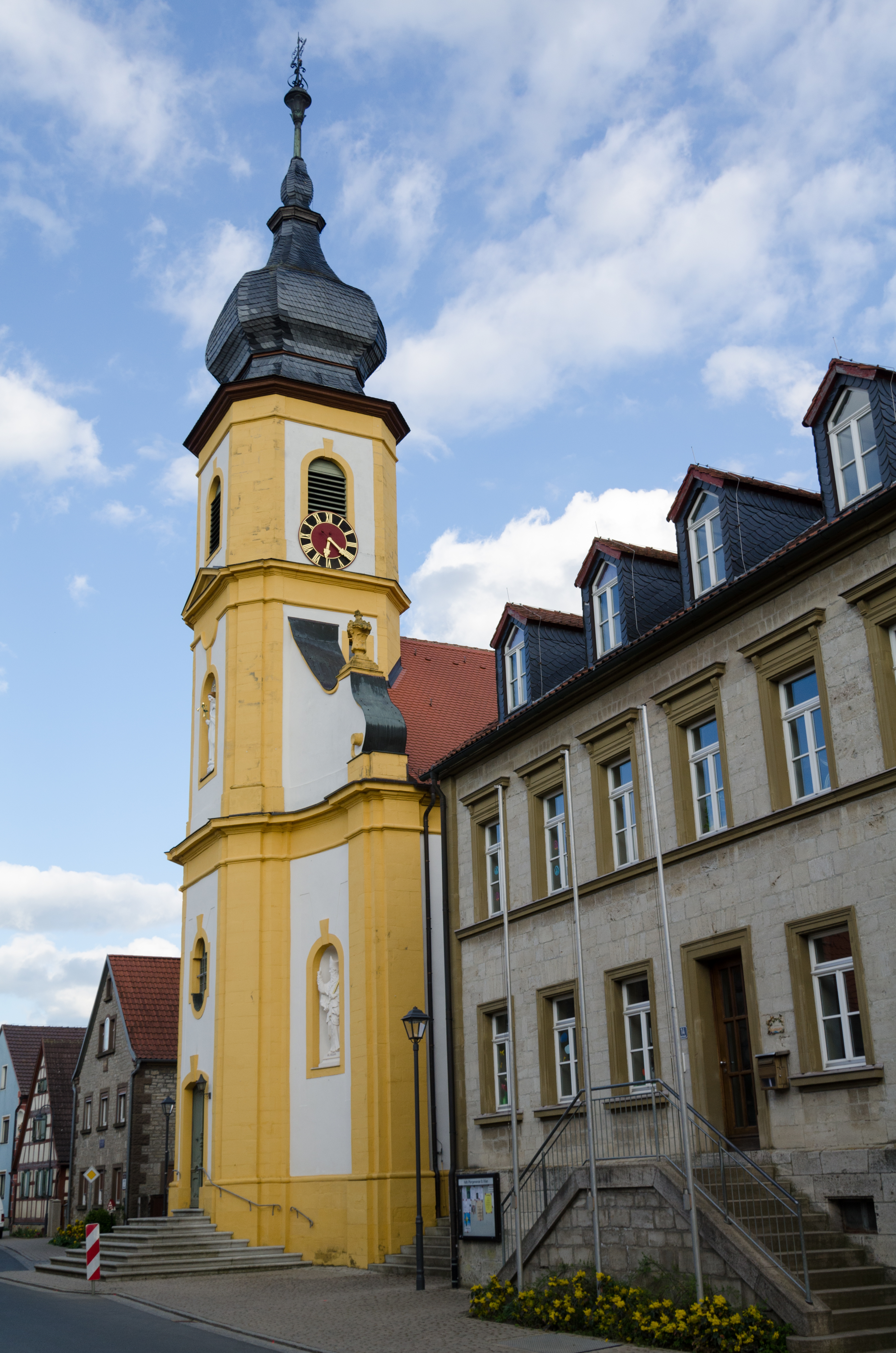
St. Kilian (Hemmersheim)

Die römisch-katholische, denkmalgeschützte Pfarrkirche St. Kilian steht in Hemmersheim, einer Gemeinde im Landkreis Neustadt an der Aisch-Bad Windsheim (Mittelfranken, Bayern). Das Bauwerk ist unter der Denkmalnummer D-5-75-130-2 als Baudenkmal in der Bayerischen Denkmalliste eingetragen. Die Pfarrei gehört zum Seelsorgebereich Oberer Aischgrund im Dekanat Ansbach des Erzbistums Bamberg.

## Beschreibung

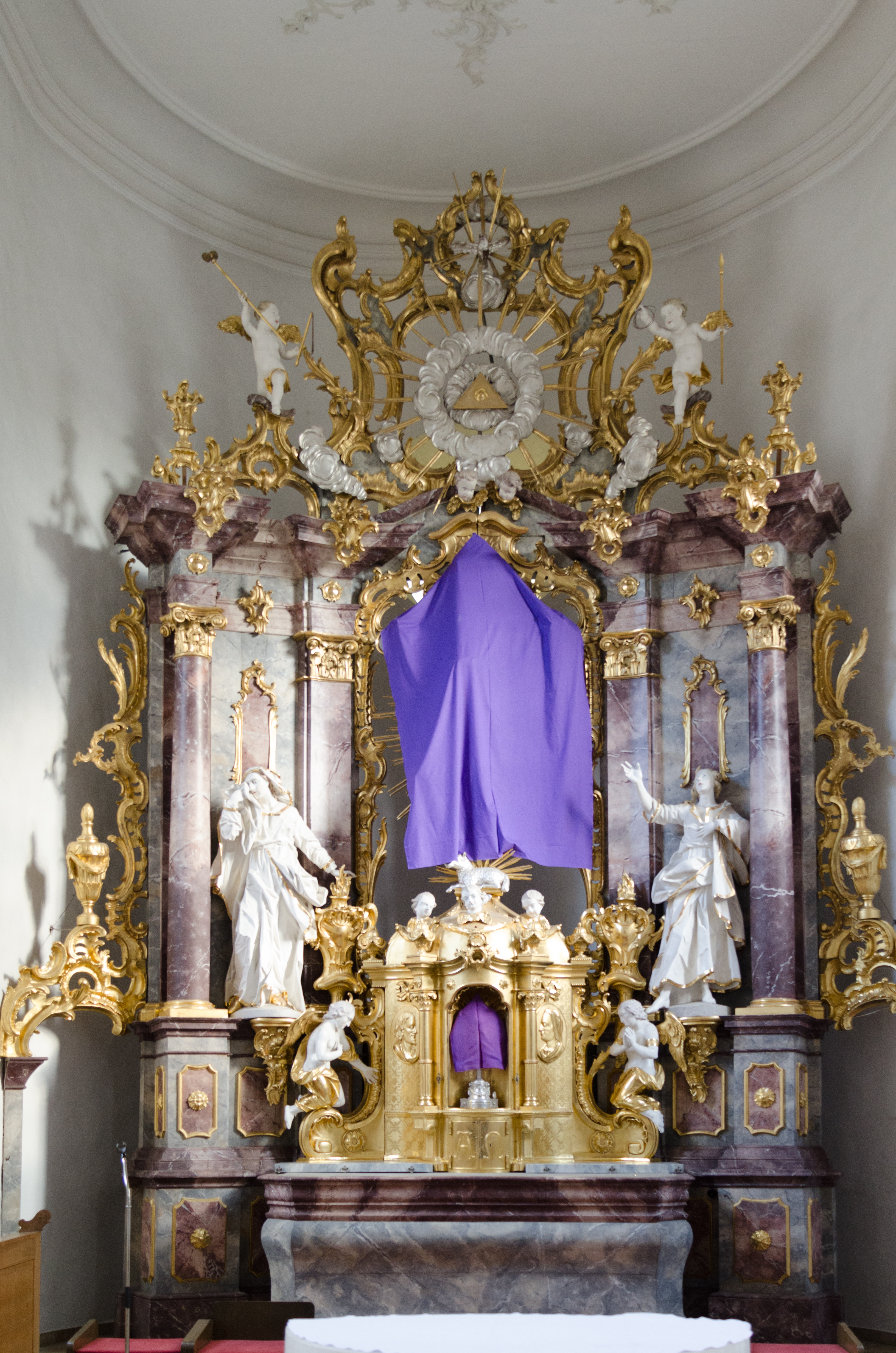
Altar

Die giebelständige Saalkirche wurde von 1766 bis 1767 nach einem Entwurf von Johann Michael Fischer gebaut. Der oktogonale, dreigeschossige Fassadenturm im Norden des Langhauses hat einen Volutengiebel und ist mit einer schiefergedeckten Zwiebelhaube bedeckt. Sein oberstes Geschoss beherbergt die Turmuhr und den Glockenstuhl. Der eingezogene, außen dreiseitig, innen halbrund geschlossene Chor steht im Süden. 
Zur Kirchenausstattung gehören der Altar von 1768, die Kanzel aus der Mitte des 18. Jahrhunderts und eine hölzerne Statue des heiligen Kilian. Die Orgel mit 11 Registern auf einem Manual und Pedal wurde 1769 von Franz Ignaz Seuffert gebaut.